# Mpanga-See
Der Mpanga-See liegt im gleichnamigen Sektor Mpanga des Distrikts Kirehe in der Ostprovinz von Ruanda.

## Geographie
Er hat eine Fläche von 9,5 Quadratkilometern bei einem Umfang von 17,5 Kilometern. Er ist etwa 7 Kilometer lang und 2,2 Kilometer breit. Die mittlere Tiefe liegt bei 5,2 Metern. Maximal wird er 7,0 Meter tief. Nordwestlich befindet sich der Cyambwe-See. Im Südosten verläuft die Nationalstraße 25.
Die Wassertemperaturen liegen bei 22 bis 25 °C an der Oberfläche und 22 bis 23 °C am Grund. Der pH-Wert liegt zwischen 7,72 an der Wasseroberfläche und 7,05 am Grund.

## Wirtschaft
Der See wird zum Fischen genutzt. 1975 lag die jährliche Fangmenge bei rund 30 Tonnen.